# Jönåkers landsfiskalsdistrikt
Jönåkers landsfiskalsdistrikt var 1941-1951 ett landsfiskalsdistrikt i Södermanlands län, bildat när Sveriges nya indelning i landsfiskalsdistrikt trädde i kraft den 1 oktober 1941, enligt kungörelsen den 28 juni 1941. Detta distrikt bildades genom sammanslagning av hela Lunda landsfiskalsdistrikt och del av Nyköpings landsfiskalsdistrikt som hade bildats den 1 januari 1918 när Sveriges första indelning i landsfiskalsdistrikt trädde i kraft. När Sveriges nya indelning i landsfiskalsdistrikt trädde i kraft den 1 januari 1952 (enligt kungörelsen 1 juni 1951) upplöstes distriktet och dess område uppgick i Rönö landsfiskalsdistrikt.
Landsfiskalsdistriktet låg under länsstyrelsen i Södermanlands län.

## Ingående områden
Kommunerna Bärbo, Halla, Nykyrka och Stigtomta hade tidigare tillhört det upplösta Nyköpings landsfiskalsdistrikt och kommunerna Björkvik, Kila, Lunda och Tuna hade tidigare tillhört det upplösta Lunda landsfiskalsdistrikt.

### Från 1 oktober 1941
Jönåkers härad:
- Björkviks landskommun
- Bärbo landskommun
- Halla landskommun
- Kila landskommun
- Lunda landskommun
- Nykyrka landskommun
- Stigtomta landskommun
- Tuna landskommun